# 硝基化合物

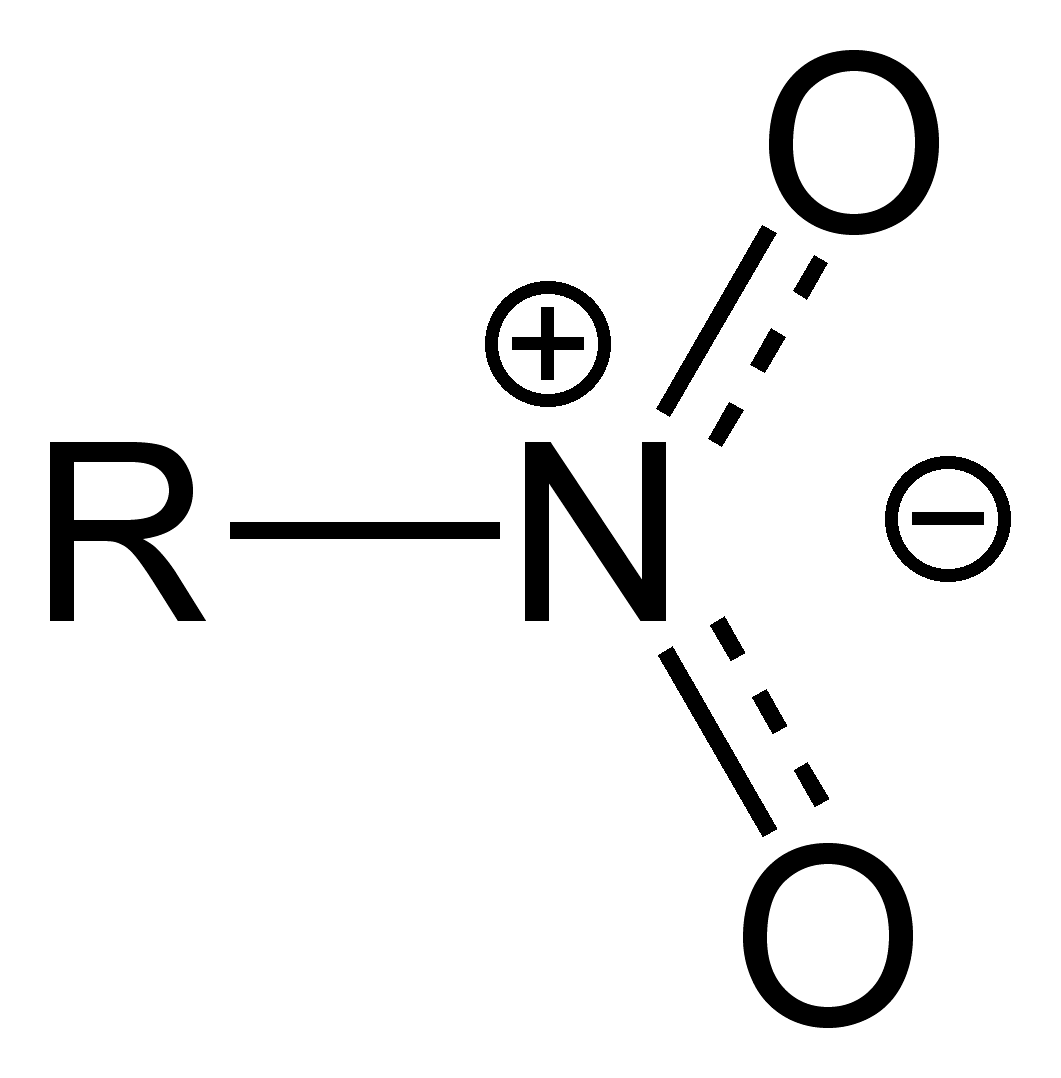
硝基的结构

硝基化合物是含有一个或若干个硝基官能团(-NO
2)的有机化合物。硝基化合物通常易爆，尤其是当分子内含有超过一个硝基且不纯时。
芳香硝基化合物通常通过硝化反应合成，即混合硝酸和硫酸（混酸）与有机分子反应得到硝化产物。最大规模生产的硝基化合物要数硝基苯。许多炸药都是通过硝化反应制得，包括三硝基苯酚（苦味酸）、三硝基甲苯（TNT）和三硝基间苯二酚（收敛酸）。硝化甘油也是其一。

## 自然中的形态
氯霉素是天然产物中为数不多的硝基化合物之一。一些天然产物可以通过氨基氧化来生成硝基化合物。 2－硝基苯酚是蜱的一种集合信息素。
目前已知的脂肪族硝基化合物仅有两种：真菌和植物（木蓝）中发现的3-硝基丙酸，以及白蚁中发现的化合物硝基十五烯。
许多依赖黄素的酶都能够氧化脂肪族硝基化合物成为毒性更低的醛和酮。硝基烃氧化酶和3－硝基丙酸氧化酶可以仅对脂肪族硝基化合物进行氧化，其他的酶如葡萄糖氧化酶则无该选择性。

## 制备
有机合成中有多种制备硝基化合物的方法：

### 脂肪族硝基化合物
硝基甲烷、硝基乙烷和硝基丙烷在工业中可以通过丙烷和硝酸进行气相反应制备。硝基甲烷在实验室中可通过氯乙酸钠和亚硝酸钠反应制备，反应副产碳酸氢钠和氯化钠。

### 芳香族硝基化合物
经典的亲电取代反应中，硝酸和硫酸产生硝鎓离子并与芳香化合物发生硝化反应。另一种方法可使用卤代酚为起始原料，称为Zincke硝化反应。

## 反应
硝基化合物可参与多种有机反应，其中最常用的是还原制胺的反应：
RNO2  +  3 H2   →   RNH2  +  2 H2O
几乎所有的芳香胺类化合物（苯胺）都是通过芳香硝基化合物制备的。

### 脂肪族硝基化合物
- 硝酸酯是脂肪族硝基化合物的互变异构体。
- Nef反应中，硝基化合物负离子盐在酸条件下进行水解反应得到醛或酮。
- 硝基羟醛反应中，硝基甲烷与醛发生1，2－加成反应。
- Michael加成反应中，硝基甲烷作为Michael反应供体与α，β－不饱和羰基化合物发生1，4－加成反应。
- Michael加成反应中，硝基乙烯作为Michael反应受体和烯醇化合物反应。
- ter Meer反应中，1-卤代硝基烃与亚硝酸钠 (NaNO2)进行亲核取代反应，得到相应的偕二硝基烃。此反应的动力学同位素效应实验得到3.3倍的速率比，从此可认为反应机理为：硝基烃（1）去质子化，生成碳负离子（2），而后（2）质子化形成硝酸酯（3），最后氯被亚硝酸根亲核取代，得最终产物。[4]当同样的反应物和氢氧化钾反应时，产物为具邻二硝基结构的二聚物。[5]

### 芳香族硝基化合物
- 氢气在铂催化剂条件下将芳香硝基化合物还原为苯胺。该反应可改进为用钯碳催化下和甲醛合成二甲基氨基芳烃：[6]

- Leimgruber-Batcho吲哚合成、Bartoli吲哚合成和Baeyer-Emmerling吲哚合成均以芳香硝基化合物作为原料。

- 靛蓝可从邻－硝基苯甲醛和丙酮在强碱条件下发生缩合反应制备，称为：Baeyer-Drewson靛蓝合成。

- 硝基的存在会钝化芳香族亲电取代反应，而能够活化芳香族亲核取代反应，这都是由于硝基的强吸电子效应。

## 拓展阅读
- C. C. Porter. Color Reaction for Determination of Some Aromatic Nitro Compounds. Anal. Chem., 1955, 27 (5), pp 805–807. DOI: 10.1021/ac60101a032